# Lovelampi
Lovelampi eller Louvetjärvi är en sjö i Finland. Den ligger i kommunen Halso i landskapet Mellersta Österbotten, i den centrala delen av landet, 400 km norr om huvudstaden Helsingfors. Lovelampi ligger 138 meter över havet. Arean är 20,9 hektar och strandlinjen är 2,62 kilometer lång. Sjön  ingår i Perho å huvudavrinningsområde.   I omgivningarna runt Lovelampi växer i huvudsak blandskog.